# Canton de Bécherel
Le canton de Bécherel est une ancienne division administrative française, située dans le département d'Ille-et-Vilaine et la région Bretagne.

## Composition
Le canton de Bécherel regroupait les communes suivantes :
| Nom                   | Code Insee | Intercommunalité        | Superficie (km2) | Population (dernière pop. légale) | Densité (hab./km2) |
| --------------------- | ---------- | ----------------------- | ---------------- | --------------------------------- | ------------------ |
| Bécherel (chef-lieu)  | 35022      | Rennes Métropole        | 0,57             | 700 (2014)                        | 1 228              |
| Cardroc               | 35050      | CC Bretagne Romantique  | 7,39             | 546 (2014)                        | 74                 |
| La Chapelle-Chaussée  | 35058      | Rennes Métropole        | 14,76            | 1 253 (2014)                      | 85                 |
| Les Iffs              | 35134      | CC Bretagne Romantique  | 4,52             | 273 (2014)                        | 60                 |
| Irodouër              | 35135      | CC Saint-Méen Montauban | 23,54            | 2 200 (2014)                      | 93                 |
| Langan                | 35144      | Rennes Métropole        | 7,80             | 919 (2014)                        | 118                |
| Miniac-sous-Bécherel  | 35180      | Rennes Métropole        | 13,55            | 745 (2014)                        | 55                 |
| Romillé               | 35245      | Rennes Métropole        | 28,67            | 3 871 (2014)                      | 135                |
| Saint-Brieuc-des-Iffs | 35258      | CC Bretagne Romantique  | 8,29             | 340 (2014)                        | 41                 |
| Saint-Pern            | 35307      | CC Saint-Méen Montauban | 12,13            | 1 006 (2014)                      | 83                 |

Contrairement à beaucoup d'autres cantons, le canton de Bécherel n'incluait aucune commune supprimée depuis la création des communes sous la Révolution.

## Histoire
De 1833 à 1848, les cantons de Bécherel et de Montauban avaient le même conseiller général. Le nombre de conseillers généraux était limité à trente par département.

## Représentation

### Conseillers généraux de 1833 à 2015
| Période | Période      | Identité                                                                   | Étiquette           | Qualité                                                                                             |
| ------- | ------------ | -------------------------------------------------------------------------- | ------------------- | --------------------------------------------------------------------------------------------------- |
| 1833    | 1848         | Charles Hyacinthe Chartier (1783-1858)                                     |                     | Maire de Breteil (1830-1848)                                                                        |
| 1848    | 1852         | Hippolyte de Vaucouleurs vicomte de Lanjamet                               |                     | Ancien receveur général des finances du département des Pyrénées-Orientales, propriétaire à Romillé |
| 1852    | 1864         | Édouard Jean-Marie Duclos                                                  | Majorité dynastique | Notaire à Rennes, député (1852-1863)                                                                |
| 1864    | 1871         | Louis Simonneau                                                            |                     | Notaire, maire d'Irodouër                                                                           |
| 1871    | 1884 (décès) | Vicomte Louis Poinçon de la Blanchardière Jan de la Hamelinaye (1811-1884) | Droite              | Ancien chef d'escadron d'artillerie Propriétaire à Romillé                                          |
| 1885    | 1893         | Eugène Pinault                                                             | républicain Libéral | Industriel (tanneur), député (1876-1889), adjoint au maire de Rennes                                |
| 1893    | 1904         | Alexandre Jehanin                                                          | Républicain         | Tanneur, député (1902-1906), maire de Bécherel (1886-1911), conseiller d'arrondissement             |
| 1904    | 1910         | Ludovic de la Forest (1827-1911)                                           | Conservateur        | Propriétaire (château d'Irodouër), maire d'Irodouër                                                 |
| 1910    | 1913 (décès) | Pierre Lemoine                                                             | ARD/PRD             | Agriculteur puis marchand de grains, maire de Romillé (1889-1913)                                   |
| 1913    | 1917 (décès) | Alexandre Lemoine (frère du précédent)                                     | RG                  | Voyageur de commerce puis rentier, maire de Romillé (1913-1917)                                     |
| 1917    | 1919         | siège vacant                                                               |                     | |
| 1919    | 1940         | Constant Gendrot (1859-1941)                                               | PRD/AD              | Agriculteur, maire de Miniac-sous-Bécherel, conseiller d'arrondissement                             |
|         |              |                                                                            |                     | |
| 1943    | 1945         | Alain de La Forest (1870-1949) (fils de Ludovic de La Forest)              | Conservateur        | Agriculteur, maire d'Irodouër, nommé conseiller départemental en 1943                               |
|         |              |                                                                            |                     | |
| 1945    | 1949         | Pierre Busnel                                                              | MRP                 | Meunier, boulanger, adjoint au maire de La Chapelle-Chaussée, député (juin à novembre 1946)         |
| 1949    | 1992         | Louis de La Forest (fils d'Alain de la Forest)                             | CNIP                | Agriculteur, maire d'Irodouër, sénateur d'Ille-et-Vilaine (1971-1989)                               |
| 1992    | 2015         | Marie-Hélène Daucé                                                         | UDF > UDI           | Cadre territorial, maire de Romillé (1995-2001 et depuis 2014)                                      |

### Conseillers d'arrondissement (de 1833 à 1940)
Le canton de Bécherel avait deux conseillers d'arrondissement.
Il appartenait à l'arrondissement de Montfort-sur-Meu jusqu'à sa disparition en 1926.
| Période                                  | Période | Identité                                           | Étiquette   | Qualité |
| ---------------------------------------- | ------- | -------------------------------------------------- | ----------- | --- |
| 1833                                     | 1836    | Charles Alliou                                     |             | Notaire à Bécherel                                                                                          |
| 1833                                     | 1836    | M. Chevalier                                       |             | Propriétaire, ancien maire de Bécherel                                                                      |
| 1836                                     | 1842    | Louis Jean François Marie de La Forest (1790-1863) |             | Propriétaire du château d'Irodouër                                                                          |
| 1836                                     | 1848    | Bernardin Gérard                                   |             | Maire de Bécherel                                                                                           |
| 1842                                     | 1848    | Joseph Leray                                       |             | Maire de Saint-Brieuc-des-Iffs                                                                              |
|                                          |         |                                                    |             | |
|                                          | 1893    | Alexandre Jehanin                                  | Républicain | Tanneur, maire de Bécherel                                                                                  |
|                                          |         |                                                    |             | |
| 1907                                     | 1925    | François Massot                                    | Républicain | Cultivateur, maire de Langan                                                                                |
| 1907                                     | 1919    | Constant Gendrot                                   | Républicain | Cultivateur, maire de Miniac-sous-Bécherel                                                                  |
| 1919                                     | 1931    | M. Besnard                                         | Républicain | |
| 1925                                     | 1931    | Xavier Jehanin                                     | RG          | Industriel, maire de Bécherel, suppléant du juge de paix                                                    |
| 1931                                     | 1940    | Aristide Cutté                                     | RG          | Maire de Romillé                                                                                            |
| 1931                                     | 1940    | Julien Busnel                                      | RG          | Maire de La Chapelle-Chaussée                                                                               |
| 1940                                     |         |                                                    |             | Les conseils d'arrondissement ont été suspendus par la loi du 12 octobre 1940 et n'ont jamais été réactivés |
| Les données manquantes sont à compléter. |         |                                                    |             | |

## Démographie
| 1962  | 1968  | 1975  | 1982  | 1990  | 1999  | 2006   | 2011   | 2012   |
| ----- | ----- | ----- | ----- | ----- | ----- | ------ | ------ | ------ |
| 7 349 | 7 030 | 6 732 | 7 333 | 7 862 | 8 536 | 10 277 | 11 416 | 11 592 |